# バヌトン

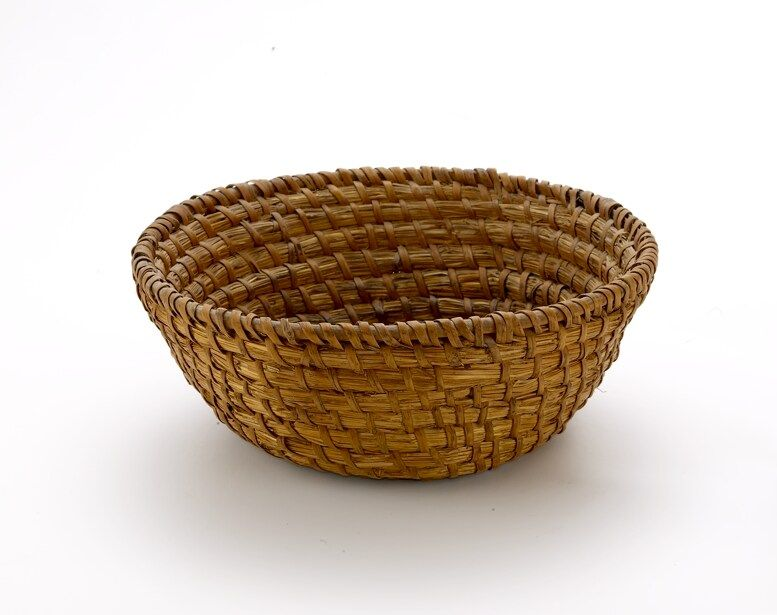

バヌトン（フランス語: banneton）とは、パンの発酵に用いる籐の枝を編んで作った籠（かご）である。バヌトンは発酵専用のカゴであり、パン生地がバヌトンにつかないように内側に小麦粉をふってから丸く成形した生地を入れて醗酵させ、パンを焼く際にはカゴを伏せて生地を取り外してからオーブンで焼き上げる。バヌトンはパンの成形を助ける他、余分な水分を蒸発させる、美しい網目をパンにつけるなどの利点を持つ。最近では籐製のバヌトンの形状をしたシリコン製あるいはプラスチック製のバヌトンもある。